# Aleksandra Billewiczówna
Aleksandra Billewiczówna, Oleńka – jedna z głównych postaci Potopu Henryka Sienkiewicza. Epizodycznie pojawia się także w powieści Pan Wołodyjowski. Litwinka, należąca do szlachty laudańskiej i oddana jej pod opiekę po śmierci dziadka Herakliusza Billewicza. Posiadała wieś Wodokty.
Dziadek Oleńki w testamencie obiecał jej rękę chorążemu orszańskiemu Andrzejowi Kmicicowi – w przypadku gdyby go nie przyjęła, miała pójść do zakonu. Zakochała się w Kmicicu od pierwszego wejrzenia, jednak zachowanie jego kompanii, a także pozostanie żołnierza u boku Janusza Radziwiłła zniechęciło ją do chorążego. Dopiero w 1658 roku, po odkupieniu win przez Kmicica, zgodziła się za niego wyjść. W międzyczasie o jej rękę bezskutecznie zabiegali Michał Wołodyjowski i książę Bogusław Radziwiłł, adorował ją także Ketling.
W ekranizacji Jerzego Hoffmana z 1974 roku w postać Oleńki wcieliła się Małgorzata Braunek.